# Liste des maires de Bayonne
 (février 2011).
Si vous disposez d'ouvrages ou d'articles de référence ou si vous connaissez des sites web de qualité traitant du thème abordé ici, merci de compléter l'article en donnant les références utiles à sa vérifiabilité et en les liant à la section « Notes et références ».
Liste des maires de Bayonne présente un historique des maires de la commune française de Bayonne située dans le département des Pyrénées-Atlantiques et la région Nouvelle-Aquitaine.

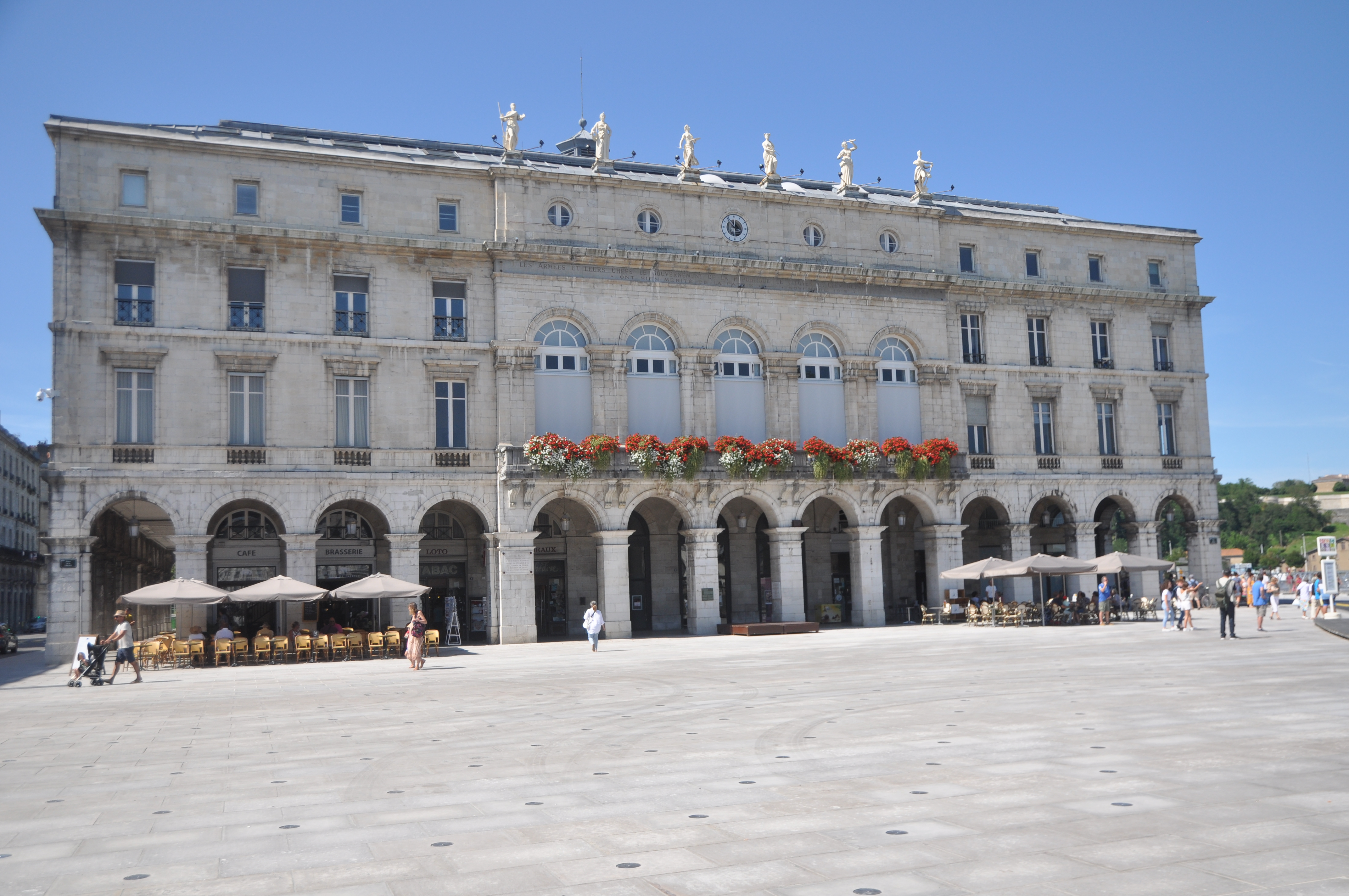
Mairie de Bayonne

## Liste des maires de Bayonne depuis 1233

### XIIIesiècle
- 1233 Nicolas de Lahet, gentilhomme du pays de Labourd
- 1240 Brunet, seigneur de Saint-Pée, gentilhomme du pays de Labourd
- 1255 Bertrand de Podensac
- 1264 Bernard de Meis, en maires
- 1265 Jean d'Ardir
- 1266 Bicle[1]
- 1272? Raymon de Pin
- 1282 Pierre-Arnaud de Barat
- 1296 Pascal de Villea
- 1297 Pellegrin de Ville
- 1298 Raymond de Ville
- 1299 Pascal de Ville

### XIVesiècle
- 1303 Pellegrin de Ville
- 1305 Bicle
- 1306 Raymond-Arnaud Dardie
- 1310 Jean de Ville
- 1315 Loup de Bourgoin
- 1320 Bernard de Ville
- 1322 Jean de Ville
- 1326 Jean Dardie
- 1327 Laurent de Ville
- 1334 Vital de Castet
- 1335 Barthélemy de Ville
- 1336 Pierre-Arnaud de Ville
- 1337 Saubat de Ville
- 1338 Arnaud Dardie
- 1339 Pellegrin Duire
- 1341 Pierre de Puyane, gentilhomme du pays des Landes
- 1344 Pierre de Ville
- 1352 Pierre Privat
- 1365 Saubat de Mente
- 1366 Vital de Saint-Jean
- 1372 Antoine de Belsunce, gentilhomme de Basse Navarre
- 1375 Saubat de Mente
- 1378 Jean de Severac, gentilhomme de Rouergue
- 1379 Jacques de Lesbay
- 1380 Sans d'Arribeyre
- 1381 Pierre de Béhombe
- 1382 Pierre de Ville
- 1383 Barthélemy de Ripéria
- 1384 Jean de Lesbay
- 1387 Boniface de la Duch
- 1388 Barthélemy de Lesbay
- 1392 Vital de Saint-Jean

### XVesiècle
- 1403 Michel de Goalard, gentilhomme du pays des Landes
- 1404 Bernard d'Arribeyre
- 1407 Pierre d'Arribeyre
- 1408 Le seigneur de Castelnau, gentilhomme du pays des Landes
- 1415 Barthélemy de Lesbay
- 1419 Jean de Lesbay
- 1420 Pierre d'Arribeyre
- 1422 Vifal de Saint-Jean
- 1434 Thomas Dorton
- 1436 Guilhem-Arnaud de Ville
- 1439 Saubat de Mente
- 1441 Pierre Chetwind
- 1445 Robert Clyfton
- 1446 Astley
- 1449 Georges Salviton

### XVIIIesiècle
- 1725 Matthieu de Bruix
- 1726 Jean de Moracin
- 1728 François de Poheyt
- 1730 Léon Dubrocq
- 1732 Pierre Commarieu
- 1736 Jean Debiey

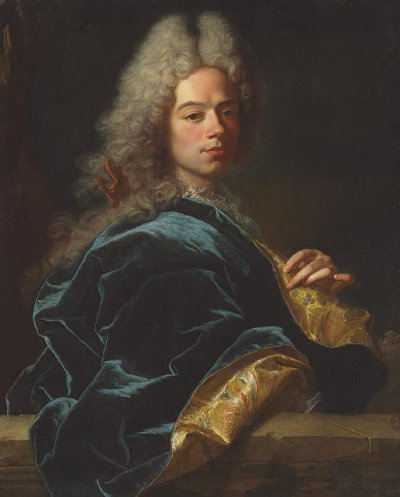
Jean-Louis de Roll-Montpellier

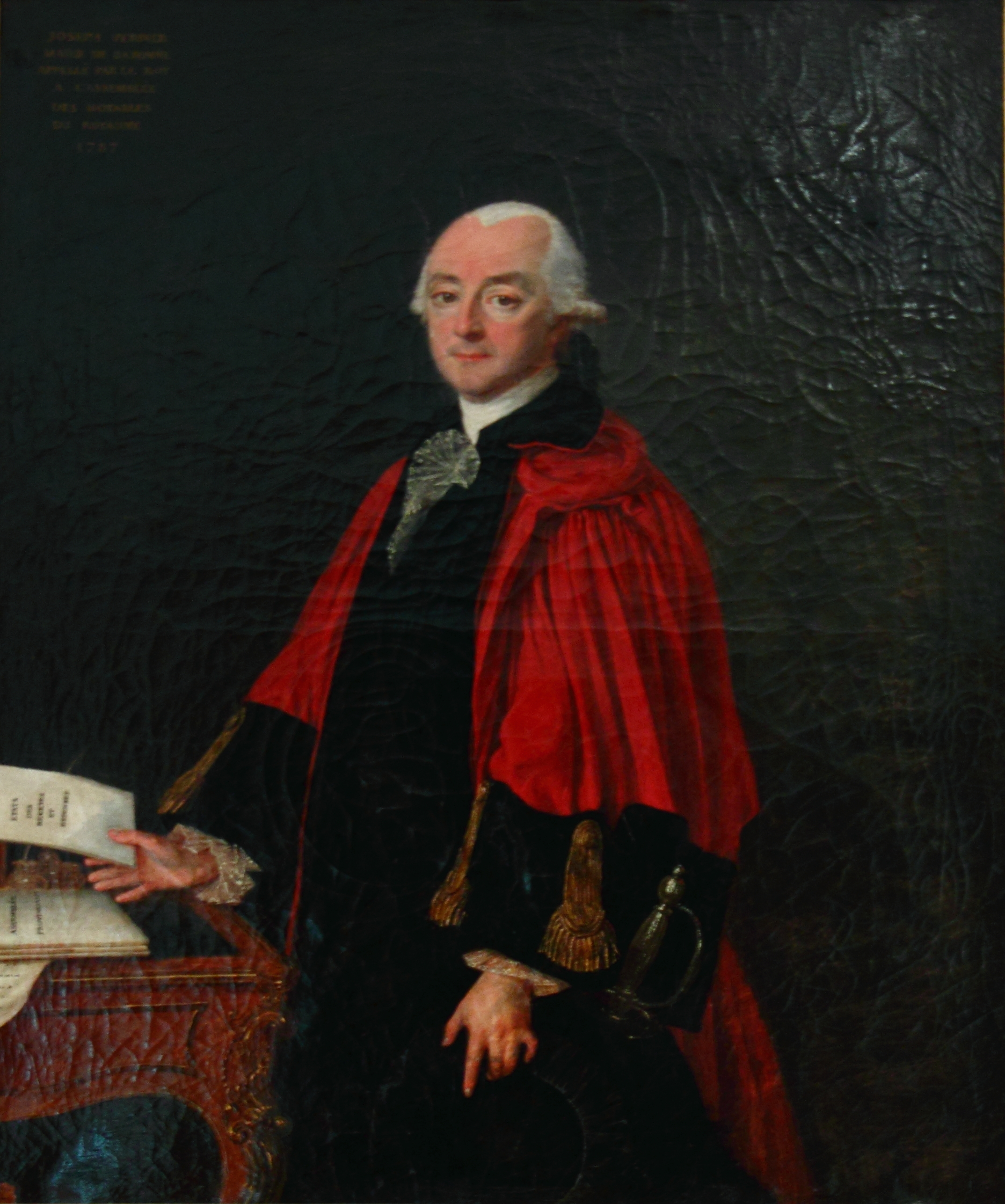
Joseph Verdier

- 1738 Jean-Louis de Roll Montpellier
- 1740 Joseph Dulivier
- 1745 Léon Brethous
- 1749 Joseph Dantes
- 1750 Dominique Behic
- 1752 François Casaubon Maisonneuve
- 1754 Jean Baptiste Picot
- 1756 Martin Bretous
- 1758 Jean Desbiey
- 1760 Jean François Dubrocq
- 1762 Jean de Roll Montpellier
- 1764 Martin Antoine Bretous
- 1766 Jacques Pastoureau
- 1768 Joseph de Sorhainde
- 1770 Martin Castera
- 1772 Pierre Larue
- 1774 Dominique Duhagon
- 1775 Jean Pierre de Nogué
- 1776 Lasserre
- 1778 Pierre Anselme Monho
- 1780 Joachim Dubrocq
- 1782 Étienne Lalanne
- 1785 Joseph Verdier
- 1788 Jacques Poydenot
- 1790 Dominique Dubrocq
- 1791 Charles Lasserre
- 1791 Paul Faurie
- 1792 Jean Pierre Joseph de Basterrèche
- 1793 Leclerc
- 1794 Johaneau
- 1795 Dufourcq
- 1798 Barthélémy Poydenot
- 1798 Sauvine

### XIXesiècle
- 1800 Bernard Paul Pierre de Lacroix de Ravignan
- 1803 Joseph de Laborde-Noguez
- 1804 François Batbedat[2],[3].
- 1806 Jean-Chrysostome Dechegaray
- 1815 Martin-Charles Chegaray
- 1815 Arnaud Fourcade
- 1818 Alexandre Betbeder
- 1824 Antoine-Robert Dhiriart
- 1829 Joachim-Alexandre Dubrocq
- 1830 Bernard Lanne
- 1832 Joseph Arnaud Eugène Basterreche
- 1833 François Balasque
- 1848 Eugène Boutouey
- 1849 Joachim-Alexandre Dubrocq
- 1852 Jules Labat
- 1871 Jules Châteauneuf
- 1876 Théodore Plantié
- 1881 Séraphin Haulon
- 1884 Jacques Portes
- 1885 Édouard Viard
- 1888 Léo Pouzac
- 1892 Léo Pouzac
- 1896 Léo Pouzac

### XXesiècle
- 1900 Léo Pouzac
- 1904 Léo Pouzac
- 1908 Joseph Garat
- 1912 Joseph Garat
- 1919 Prosper Castagnet
- 1925 Joseph Garat
- 1929 Joseph Garat
- 1934 Jules Lafourcade
- 1935 Pierre Simonet
- 1941 Marcel Ribeton
- 1944 Jean Labourdique
- 1945 Jean-Pierre Brana
- 1947 Maurice Delay
- 1953 Maurice Delay, réélu (démissionne le 27.05.1958, décède le 30.07.1960)
- 1958 Georges Forsans, désigné par le conseil municipal le 06.06.1958 (décédé le 31.05.1963)
- 1959 Henri Grenet, élu
- 1965 Henri Grenet, réélu
- 1971 Henri Grenet, réélu
- 1977 Henri Grenet, réélu
- 1983 Henri Grenet, réélu
- 1989 Henri Grenet, réélu (démissionne le 27.01.1995, décède le 14.04.1995)
- 1995 Jean Grenet (fils du précédent) désigné par le conseil municipal le 03.02.1995.
- 1995 Jean Grenet, élu

### XXIesiècle
- 2001 Jean Grenet, réélu
- 2008 Jean Grenet, réélu
- 2014 Jean-René Etchegaray, élu (mandat en cours)

## Compléments